# Festuca francoi
Festuca francoi é uma espécie de planta com flor pertencente à família Poaceae. É endémica do Arquipélago dos Açores.
A autoridade científica da espécie é Fern.Prieto, C.Aguiar, E.Dias & M.I.Gut., tendo sido publicada em Bot. J. Linn. Soc. 157(3): 497 (-498; fig. 1). 2008.

## Proteção
Não se encontra protegida por legislação portuguesa ou da Comunidade Europeia.